# 足利千寿王
足利 千寿王（あしかが せんじゅおう）は、南北朝時代の足利将軍家の一族。室町幕府第3代将軍・足利義満の異母兄。

## 生涯
第2代将軍・足利義詮の長男で、生母は正室・渋川幸子。義詮の幼名と同じく千寿王と名付けられ、足利将軍家の後継者と目されていたが、5歳で早世した。その後、義詮と幸子の間には子供が生まれなかったため、側室・紀良子との間に生まれた春王（義満）が嫡子となり、後に第3代将軍となる。